# Pimelea rosea
Pimelea rosea är en tibastväxtart. Pimelea rosea ingår i släktet Pimelea och familjen tibastväxter.

## Underarter
Arten delas in i följande underarter:
- P. r. annelsii
- P. r. rosea